# Мендыбай
Мендыбай — река в России, протекает в Оренбургской области. Устье реки находится в 38 км по левому берегу реки Орь. Длина реки составляет 61 км.

## Данные водного реестра
По данным государственного водного реестра России относится к Уральскому бассейновому округу, водохозяйственный участок реки — Урал от Ириклинского гидроузла до города Орск, речной подбассейн реки — подбассейн отсутствует. Речной бассейн реки — Урал (российская часть бассейна).
Код объекта в государственном водном реестре — 12010000412112200003918.